# Elezioni europee del 2019 in Ungheria
Le elezioni europee del 2019 in Ungheria si sono tenute domenica 26 maggio per eleggere i 21 membri del Parlamento europeo spettanti all'Ungheria.

## Risultati
| Liste  | Liste                                                                  | Gruppo | Voti      | %     | Seggi   |
| ------ | ---------------------------------------------------------------------- | ------ | --------- | ----- | ------- |
|        | Fidesz - KDNP • Fidesz • Partito Popolare Cristiano Democratico (KDNP) | - PPE  | 1.824.220 | 52,56 | 13 12 1 |
|        | Coalizione Democratica (DK)                                            | S&D    | 557.081   | 16,05 | 4       |
|        | Movimento Momentum                                                     | RE     | 344.512   | 9,93  | 2       |
|        | Partito Socialista Ungherese (MSZP)                                    | S&D    | 229.551   | 6,61  | 1       |
|        | Jobbik                                                                 | NI     | 220.184   | 6,34  | 1       |
|        | Mi Hazánk Mozgalom                                                     | -      | 114.156   | 3,29  | -       |
|        | Partito Ungherese del Cane a Due Code                                  | -      | 90.912    | 2,62  | -       |
|        | La Politica può essere Diversa (LMP)                                   | -      | 75.498    | 2,18  | -       |
|        | Partito Operaio Ungherese                                              | -      | 14.452    | 0,42  | -       |
| Totale | Totale                                                                 | Totale | 3.470.566 | 100   | 21      |